# Neea amplifolia
Neea amplifolia är en underblomsväxtart som beskrevs av John Donnell Smith. Neea amplifolia ingår i släktet Neea och familjen underblomsväxter. Inga underarter finns listade i Catalogue of Life.